# Dieter Klöcker
Dieter Klöcker   (Wuppertal, 13 d'abril de 1936 - Kirchzarten, 21 de maig de 2011) va ser un clarinetista alemany conegut per redescobrir molts mestres oblidats del segle xviii, com Jan Václav Kněžek i Carl Andreas Göpfert (del que va enregistrar tres concerts de clarinet el 2008). Va descobrir incansables joies per al repertori de clarinet i té una enorme discografia per mostrar-ho.
Klöcker va estudiar amb Karl Kroll i més tard amb Jost Michaels a l'Acadèmia de música alemanya del nord-oest de Detmold, on també va ser guanyador del premi universitari. Després va treballar com a clarinetista solista en moltes orquestres durant nou anys i ha completat nombroses produccions com a solista en companyies de ràdio i radiodifusió, ha participat en gires de concerts a Europa i a l'estranger.
Va tocar concerts de clarinet de Mozart, Weber, Louis Spohr, Felix Mendelssohn Bartholdy, Bernhard Crusell així com primeres obres romàntiques-clàssiques de Heinrich Backofen en concerts i enregistraments i van descobrir la música de compositors oblidats.
Del 1975 al 2001 va ser professor a la Universitat Estatal de Música de Friburg. El seu successor en aquest càrrec va ser Jörg Widmann que havia estat alumne seu. Klöcker va treballar com a investigador música entre d'altres la música jueva, va ser designat per a classes magistrals, seminaris i simposis i va treballar com a editor. Durant dècades de treball, va construir un arxiu de música de cambra que inclou música clàssica dels segles xviii i xix i també es dedica a compositors poc interpretats.
Klöcker va ser el fundador (8 de febrer de 1962) i responsable del "Consorci Classicum", amb el qual va tocar molts concerts i festivals de música a casa i a l'estranger. Ha realitzat enregistraments amb EMI, cpo, Teldec, Columbia Records, Orfeo, MDG, Novalis i Koch-Schwann, entre d'altres. Molts d'ells han rebut premis com el "German Record Award", el "Premio della Critica Discografica Italiana" i el "Wiener Flötenuhr" de Viena. Va compartir una llarga col·laboració i amistat musical amb el pianista Werner Genuit (1937-1997), a qui va conèixer des de petit a Wuppertal.
Klöcker va iniciar una biografia abans de la seva mort; això va quedar inacabat. Va morir a Kirchzarten a prop de Friburg.
En honor seu, el segell MDG va publicar pòstumament una caixa amb 7 CD que donaven una visió general del seu treball.